# Курчик Микола Якович
Микола Якович Ку́рчик (13 травня 1924, Адамівка — 19 листопада 2013, Харалуг) — український повстанець, член ОУН, політв'язень. Учасник Норильського повстання. Відбув у неволі 31 рік, 2 міс. і 25 днів (1948–1979 рр.).

## Життєпис
Микола Курчик народився 13 травня 1924 року в селі Адамівка нині Березнівського району Рівненської області, за Польщі — Людвипольської ґміни. З хліборобської родини. 
Закінчив польську семикласну школу в селі Великі Межирічі. Ще два роки навчався в радянській школі. 
За завданням ОУН у 1941-1943 рр. викладав історію в школі сусіднього села Коловерти. За німецької окупації став активним членом підпільної молодіжної організації «Січ».
Влітку й восени 1943 року пройшов тримісячний військовий, медичний і пропагандивний вишкіл при штабі «УПА-Північ», вступив до ОУН.
14 січня 1944 року Курчик склав присягу на вірність Україні. Вибрав псевдонім «Верниволя». Пішов у підпілля під фальшивим паспортом з 1928 роком народження.
12 березня 1944 року був схоплений. У вересні 1945 року разом з восьмистами, підозрюваними юнаками, перевезений у м. Біла Церква. Оголосили, що радянська влада їм пробачила і мобілізовує до армії. Служив у м. Фюрстенвальде, потім у Берліні.
21 січня 1948 року він з двома друзями здалися американській комендатурі. Але радянське командування оголосило по радіо, що троє солдатів постріляли офіцерів і дезертирували. Довірливе американське командування через 6 годин видало втікачів колишнім союзникам.
Утримували їх у казематах Берлінської тюрми. Були звинувачені у «зраді батьківщини» за статтею 58-1б КК РРФСР та в «шпигунстві».  
Військовий трибунал — «трійка» — 27 серпня 1948 р. розглянув справу за кілька хвилин і присудив страту. Та оскільки у 1947 р. страта була скасована, її замінили на 25 років ув'язнення та 5 років позбавлення громадянських прав із конфіскацією майна. Утримували їх у колишньому німецькому концтаборі Заксенгаузен у Берліні. 
У березні 1949 р. Курчика етапували. 1 травня 1949 року прибув у м. Кінґір Джезказґанського району Карагандинської області, Казахстан, на будівництво мідноливарного заводу. Курчик одразу ввійшов до керівного комітету української громади. Брав участь у боротьбі за відокремлення кримінальних в'язнів від політичних.
У середині 1950 р. як порушник режиму переведений до табору у м. Спаськ, прозваного «Долиною смерті». Туди з усього Казахстану звозили калік, хворих, які там помирали. Через півроку 5 тисяч в΄язнів перевезли в Павлоградську область будувати місто Екібастуз та відкриті вугільні кар΄єри. Там Курчика запроторюють у БУР, потім до режимного бараку. 
У грудні 1951 р. його переводять на цегельню в м. Спаськ, де проти 31 в'язня порушують кримінальну справу. Та слідство невдовзі припинили, бо в Екібастузі вибухнуло повстання. Штрафників перекинули в Долинське управління Карлагу Чурбайнурського району, в зону посиленого режиму, на будівництво шахти.
Наприкінці вересня 1952 р. етапований річкою Єнісей у Дудінку, в 5-й табір Норильського «Горлагу». Брав участь у повстанні в Норільську. Після придушення повстанців розвезли по різних таборах. Був направлений до Магадану на рудник «Холодний», за 500 км від міста. Пробув там 4 місяці. 
У березні 1954 р. він викрив «стукача» Карташова. Російський комітет виніс йому смертний вирок. Хоча Курчик не брав участі в його виконанні, та 16 квітня 1954 р. Магаданський суд виніс йому смертний вирок за статтею 59-3 КК РРФСР, звинувативши у створенні «бандитської групи», яка знищувала в΄язнів, що «стали на шлях виправлення». Через 42 доби страту замінили 25-річним ув'язненням у таборах особливо суворого режиму та 5 років поразки в правах. Комісія Президії Верховної Ради у травні 1956 р. не звільнила і не скоротила йому терміну, бо його кримінальна стаття не підлягала жодній амністії.
Відбував покарання в таборах Магаданської області. Закінчив курси фрезерувальника, працював на золотих копальнях ім. Тимошенка. 
На Великдень 1960 р. Курчик прибув етапом у Мордовію. У зв'язку з реформою режимів, 30 березня 1961 року Зубово-Полянський суд визнав Курчика особливо небезпечним рецидивістом. До березня 1969 р. (7 років) перебував на камерному режимі в селищі Ударний. 
Останні два роки провів у таборі в селищі Ударний. Звільнений 16 квітня 1979 року. 
На роботу ніде не приймали, а міліція погрожувала ув'язненням за «дармоїдство». У колгосп, як і батько, не пішов. З допомогою уповноваженого по праці влаштувався у м. Корець Рівненської обл. на пластмасовому заводі слюсарем. Коли батько знесилів, Микола Курчик у 1982 р., за місяць до пенсії, полишив роботу, повернувся на хутір Надія і жив з батьком на 20 сотках городу. 
Сприяв будівництву церкви в селі Харалуг, організував спорудження пам΄ятника на могилі 35 вояків УПА на Гурбах, збирав підписи за заборону КПУ, їздив на Свято козацької слави 1990 року, брав участь у Ланцюгу єднання, агітував священика перейти на українську мову, запропонувавши йому Святе Письмо, одержане з-за кордону. Був членом Української Гельсінкської Спілки.
Помер Микола Курчик 19 листопада 2013 року, похований на цвинтарі села Харалуг.